# Fondation ULB
Fondation ULB est une Fondation d'utilité publique belge, créée en 2008 par Arrêté royal. Elle vise à soutenir financièrement des projets scientifiques présentés par des chercheurs sélectionnés pour leur talent et leur originalité par le Conseil de la Recherche ainsi que le Conseil académique de l'Université libre de Bruxelles. Le but est de permettre aux chercheurs de franchir une étape décisive dans leur projet. 
À ce jour, 28 projets ont été sélectionnés. Les ressources de la Fondation proviennent des dons, de particuliers, de sociétés et d’autres organisations.

## Missions
La Fondation ULB a pour mission de renforcer les différents pôles d’excellence de l’ULB, en soutenant des Talents reconnus internationalement, formés ou non à l’ULB et dont le laboratoire se trouve dans l’un des centres de recherche de l’université. La Fondation ULB est ainsi impliquée dans la recherche médicale : le cancer, les neurosciences ou dans la lutte contre le coronavirus, mais également dans des disciplines aussi diverses que la recherche sur l’environnement, l’astrophysique, la physique quantique, la démocratie participative ou l’intelligence artificielle.
L'idée principale est de permettre aux meilleurs laboratoires de l'ULB d'engager du personnel hautement qualifié, d'acheter des équipements de pointe ou d'effectuer des échanges scientifiques.

## Les talents

### Climat et pollution
- Pierre Coheur (Unité de Chimie quantique et Photophysique de l'ULB) - Étude de la composition de l’atmosphère terrestre[3]

Spécialisé dans la modélisation du transfert radiatif atmosphérique dans le domaine thermique, les travaux de Pierre Coheur visent une meilleure compréhension des interactions entre chimie et climat par des observations spatiales. 
- Anne de Wit et Laurence Rongy (Unité de recherche en Chimie physique et Biologie théorique de l'ULB) - Séquestration du CO2 dans les sous-sols[4]

L’injection de CO2 dans les sous-sols est une des solutions proposées par Anne de Wit et Laurence Rongy pour séquestrer ce gaz à effet de serre afin de limiter l’augmentation de sa concentration atmosphérique.
- Alessandro Parente (Unité de recherche Aéro-Thermo-Mécanique de l'École polytechnique de Bruxelles ULB) - Développer des carburants neutres en CO2[5]

Les recherches d'Alessandro Parente ont pour objectif d'assurer aux nouvelles générations une énergie durable et bon marché en repensant les technologies de conversion énergétique et donc la combustion.

### Sciences de la vie et santé
- Nicolas Baeyens (Laboratoire de Physiologie et de Pharmacologie de l'ULB) - Biomécanique cardiovasculaire[6]

Nicolas Baeyens cherche à comprendre l’importance des forces mécaniques dans les maladies cardiovasculaires et réduire leur mortalité. Il a été le plus jeune chercheur nommé à l'Université libre de Bruxelles.
- Cédric Blanpain (Institut de Recherche Interdisciplinaire en Biologie Humaine et Moléculaires de l’ULB) - Cellules souches et cancer[7]

Cédric Blanpain est le lauréat du prix Francqui 2020. Il a été choisi par le magazine Nature parmi les 10 scientifiques qui ont marqué l'année 2012 (Nature's 10) . Avec son équipe de recherche, il étudie le rôle des cellules souches au cours du développement embryonnaire, de l’homéostasie tissulaire et du cancer. 
- Axel Cleeremans (ULB Center for Research in Cognition & Neurosciences) - Les mécanismes de la conscience[10]

Axel Cleeremans (en) étudie comment l’activité du cerveau produit-elle l’expérience subjective que nous avons du monde. Il a été récompensé par le Prix scientifique Ernest-John Solvay, en Sciences Humaines et Sociales (Prix Quinquennaux du F.R.S.-FNRS) en 2015. 
- Miriam Cnop (ULB Center for Diabetes Research) - Développer de nouveaux traitements contre les diabètes[12]

Miriam Cnop travaille sur le dysfonctionnement de la cellule β pancréatique (seule cellule qui peut produire/stocker/distribuer l’insuline) grâce aux cellules souches et ainsi tester de nouvelles thérapies. En 2013, son travail reçut le prix Oskar Minkowski de l’European Association for the Study of Diabetes. 
- Alban de Kerchove d'Exaerde (ULB Neuroscience Institute) - Comprendre et soigner les maladies neuropsychiatriques[14]

Alban de Kerchove d'Exaerde est le lauréat du prix triennal de la Fondation Simone et Pierre Clerdent en 2018. Le Dr Alban de Kerchove est spécialisé en neurobiologie moléculaire et comportementale des systèmes de la récompense et du contrôle moteur. Il étudie les mécanismes de la maladie de Parkinson, des troubles déficitaires de l’attention et de la dépendance aux drogues.
- François Fuks (ULB-Cancer Research Center) - Epigénétique et médecine personnalisée du cancer[17]

Lauréat du Prix Lambertine Lacroix en 2014, François Fuks étudie la régulation des modifications épigénétiques pendant les processus de transcription et les mécanismes au cours desquels ces processus se dérèglent dans les cancers.
- Cédric Govaerts (Laboratoire de Structure et Fonction des Membranes Biologiques de l'ULB) - Vers une thérapie de la mucoviscidose[19]

Cédric Govaerts étudie comment restaurer la fonction de canal CFTR mutant grâce aux propriétés uniques des nanobodies.
- Esteban Gurzov et Eric Trépo (Laboratoire de Gastroentérologie expérimentale et Endotools de l'ULB) - Étude de la progression de l'accumulation de graisse vers le carcinome hépatocellulaire dans l’obésité[20]

Les travaux d'Esteban Gurzov et Eric Trépo visent à mieux comprendre la transition entre l’accumulation de graisses dans les hépatocytes et le développement du cancer hépatique.
- Pierre Vanderhaeghen (Institut de Recherche Interdisciplinaire en Biologie Humaine et Moléculaire de l'ULB) - Développer des neurones humains pour réparer les lésions du cerveau[21]

Pierre Vanderhaegen a reçu en 2011 le Prix Francqui pour ses découvertes sur le développement cérébral. Avec son équipe, il a, en effet, réussi à modéliser le développement du cortex à partir de cellules souches embryonnaires de souris. Cette découverte permettra de progresser de façon importante dans notre compréhension de la fonction de neurones générés à partir de cellules souches, et d’étudier les mécanismes par lesquels ces neurones peuvent contribuer à la fonction cérébrale, et ainsi potentiellement à la réparation de lésions du cerveau.
- Benoît Vanhollebeke (Institut de Biologie et de Médecine Moléculaires de l’ULB) - Réguler la barrière hémato-encéphalique qui protège notre cerveau[23]

Spécialisé dans l’étude des vaisseaux sanguins cérébraux, Benoît Vanhollebeke dirige le Laboratory of Neurovascular Signaling (ULB). Il est le lauréat d'un financement délivré par l'European Research Council et a été classé 1er sur 672 candidats internationaux au concours Frontière humaine .  Ses recherches visent à restaurer les fonctions protectrices de la barrière hémato-encéphalique lorsqu'elle est endommagée et développer des méthodes permettant aux molécules thérapeutiques de la franchir.

### Sciences exactes et appliquées
- Marco Dorigo (Institut de Recherches Interdisciplinaires et de Développements en Intelligence Artificielle de l'ULB) - La robotique en essaim[26]

Les travaux de Marco Dorigo visent à mettre en œuvre des systèmes d’intelligence artificielle pour permettre à des robots de s’auto-organiser et résoudre de multiples problèmes pratiques. Il a été récompensé par de nombreux prix prestigieux dont le Prix d’excellence Marie Curie de la Commission européenne en 2003 et le Prix Dr A. De Leeuw-Damry-Bourlart, en Sciences exactes appliquées (Prix Quinquennaux du F.R.S.-FNRS) en 2005.
- Joël Fine (Département de Mathématiques de l'ULB) - La géométrie cachée des équations d’Einstein[29]

Avec son équipe, Joël Fine travaille à une nouvelle compréhension géométrique de l’espace-temps.
- Nathan Goldman (Unité de recherche en Systèmes complexes et Mécanique statistique de l'ULB) - Matière quantique et technologies de demain[30]

Détenteur d’un Starting Grant délivré par le European Research Council, Nathan Goldman est reconnu internationalement pour ses recherches en physique de la matière quantique, notamment celles qui concernent les phases topologiques et leurs réalisations dans les gaz d’atomes ultrafroids et en photonique.
- Serge Massar (Laboratoire d’information quantique du Département de Physique de l’ULB) - Développement d’un ordinateur photonique et analogique[31]

En utilisant la technologie de l’optique et en s'inspirant du fonctionnement du cerveau biologique, Serge Massar et son équipe cherchent à produire des calculateurs analogiques dont la vitesse d’exécution est si grande qu’elle permet de proposer de nouvelles applications de traitement de données ultra-rapides.
- Jean-François Raskin (Faculté des Sciences de l’ULB) -  Les preuves mathématiques pour assurer la correction des systèmes informatiques embarqués et d’intelligence artificielle[32]

Titulaire d'un European Research Council Starting Grant, Jean-François Raskin travaille sur le développement de nouveaux modèles mathématiques quantitatifs et hybrides pour les systèmes informatiques embarqués, d’intelligence artificielle et l’analyse de la dynamique des systèmes biologiques.
- Benoit Scheid (Transfers, Interfaces and Processes (TIPs) laboratory of the ULB) - Antibulle : Vers un nouveau composant élémentaire de la microfluidique[33]

Benoit Scheid étudie l’antibulle comme nouveau paradigme de la microfluidique pour une microencapsulation universelle de composés miscibles.
- Sophie Van Eck (Institut d’Astronomie et d’Astrophysique de l’ULB) - Comprendre notre Univers par l’étude des étoiles géantes[34]

Le Professeur Sophie Van Eck a notamment développé un thermomètre stellaire qui permet de mesurer la température au cœur de certaines étoiles. En 2011, elle a obtenu le Prix du Fonds international Wernaers pour la recherche et la diffusion des connaissances (FNRS).

### Sciences humaines et sociales
- Bram De Rock (ULB European Center for Advanced Research in Economics and Statistics) - Comprendre la consommation des ménages[37]

Bram De Rock (nl) analyse le comportement des ménages, prenant en compte les préférences individuelles afin de comprendre le processus de décision au sein de ces ménages. Il a été récompensé pour ses travaux par le Prix Francqui en 2019. 
- Peter Eeckhout (Centre de recherche en Archéologie et Patrimoine de l’ULB) - Une école internationale d’archéologie précolombienne à l’ULB[39]

Peter Eeckhout, spécialiste de l'archéologie précolombienne, dirige depuis les années 1990 au Pérou des recherches de terrain sur le site de Pachacamac. En outre, il présente l'émission de télévision documentaire Enquêtes archéologiques, diffusée en France sur Arte.
- Dirk Jacobs (Groupe de recherche sur les Relations Ethniques, les Migrations, et l’Égalité de l’Institut de Sociologie de l’ULB) - Mesurer l’égalité des chances et la cohésion sociale[40]

Titulaire d'un European Research Council Starting Grant, Dirk Jacobs (nl) mène des recherches qui visent à mesurer l’égalité des chances et la cohésion sociale dans une grande ville multiculturelle.
- Mikhail Kissine (Centre de recherche en linguistique de l'ULB) - Découvrir ce qui fait obstacle au langage dans l’autisme[41]

Mikhail Kissine a fondé en 2015 le groupe de recherche ACTE (Autisme en contexte : Théorie et Expérience). Spécialiste de pragmatique cognitive et de linguistique clinique, il étudie particulièrement l’acquisition du langage chez les enfants souffrant de Troubles du Spectre Autistique. Son approche qui mêle linguistique et psychologie expérimentale permettra de relever ce défi scientifique et sociétal pour aider à créer des outils d’intervention précoce adaptés.Le soutien financier récolté par l'ULB a permis à Mikhail Kissine d'orchestrer l'ouverture en juin 2019 du premier centre universitaire et interdisciplinaire intégralement consacré à l'autisme en Belgique.
- Patrick Legros (ULB European Center for Advanced Research in Economics and Statistics) - Les moteurs de l’innovation en médecine[43]

Détenteur d’un Advanced Grant délivré par le European Research Council, l'objectif de Patrick Legros est de développer une théorie de l'économie industrielle basée sur une vision de l'entreprise dans laquelle les conflits d'intérêts entre différents participants définissent les frontières des entreprises (droits de propriétés et droits de décisions) ainsi que leurs performances.
- Jean-Benoit Pilet (Centre d’étude de la vie politique de l’ULB) - La participation citoyenne peut-elle sauver la démocratie représentative[44] ?

Jean-Benoit Pilet travaille sur les élections, les partis politiques, les systèmes électoraux et la personnalisation de la politique.  Titulaire d'un Consolidator Grant du European Research Council, il mène des recherches de pointe qui permettent de comprendre les démocraties d’aujourd’hui et les réformes destinées à les renouveler.

## Les projets
La Fondation ULB soutient certains projets fédérateurs de l’ULB. Ces derniers permettent de réunir des chercheurs issus de diverses disciplines autour de thématiques communes.

ULB Cancer Research Center (U-CRC) a pour but de renforcer la recherche sur le cancer en permettant la mise en relation et la collaboration de chercheurs internationalement reconnus et le développement d’imagerie, de technologies et d’approches novatrices permettant d’améliorer les diagnostics et les traitements.
Elle regroupe actuellement 21 groupes de recherche et 190 scientifiques et physiciens couvrant à la fois les aspects fondamentaux, multidisciplinaires et cliniques.

ULB Neuroscience Institute (UNI) a pour but d’établir une synergie entre les différents niveaux de complexité des neurosciences, de l’échelle moléculaire aux systèmes cognitifs généraux et aux neurosciences cliniques afin de découvrir de nouveaux mécanismes du fonctionnement cérébral et de ses maladies. Cette approche, doublée du développement de techniques d’observation et d’expérimentation de pointe, permet de partir à la recherche de nouveaux mécanismes diagnostics et thérapeutiques.

## Ressources et financement
La Fondation ULB est une fondation d’utilité publique qui peut recevoir des dons qui sont déductibles dans le chef du donateur (à partir de 40 €/an) et peut bénéficier de legs à taux réduits.
Les ressources financières proviennent uniquement de dons (sans contre-partie) de personnes privées, de sociétés et de fondations et d’associations belges et étrangères.

### Les fonds dédiés (principe)
À travers des dons ou legs d’une certaine importance, un fonds destiné au soutien à la recherche de pointe à l’ULB peut être mis sur pied par les donateurs de la Fondation ULB.

Le fonds dédié suit les volontés du donateur/testateur et est géré par la Fondation ULB, peut prendre son nom ou un nom choisi par ce dernier.
Il peut soutenir la recherche effectuée par tout chercheur, laboratoire, unité ou institut ou faculté de l’ULB.

Le fonds dédié peut également soutenir un domaine de recherche plus large dont l’action couvrirait l’activité de plusieurs équipes de chercheurs provenant de divers instituts ou facultés de l’ULB.

### Les fonds dédiés existants (liste non exhaustive)
Fonds Prix Nobel François Englert destiné à la recherche d’excellence en sciences exactes et naturelles: fonds placé sous le haut patronage du professeur François Englert (Prix Nobel de physique).
Fonds Julie et Françoise Drion destiné à soutenir la recherche de pointe contre le cancer au sein de l’Université libre de Bruxelles (anciennement ASBL Julie et Françoise Drion).
Fonds Thiepolam destiné à soutenir la recherche de la Solvay Brussels School et du Centre Interdisciplinaire d’Étude des Religions et de la Laïcité.

## Gouvernance et structure

### Gestion courante
Président de la Fondation : M. Pierre Drion
Directeur opérationnel : M. Thomas Simon 
Développement : M. Luc Nguyen
Membres du bureau : Prof. Philippe Vincke, Mme Isabelle Langlois-Loris, M. Paul Tulcinsky et M. Jean Fossion

### Conseil d'administration
Administrateurs internes : Prof. Annemie Schaus, Prof. Marius Gilbert, Prof. Michèle Grégoire, Prof. Didier Viviers
Administrateurs proches : Prof. Jean-Pierre Bizet (Trésorier), Prof. Nadine Lemaître, Prof. Catheline Périer-D'Ieteren, Prof. Jean-Michel Paul
Administrateurs externes : M. Jacques Delen (nl), M. Pierre Drion (Président), M. Thomas Simon, M. Pierre Nothomb. 